# Västmanland (hạt)
Hạt Västmanland (Västmanlands län) là một hạt hay län ở miền trung Thụy Điển. Hạt này giáp các hạt Södermanland, Örebro, Dalarna và Uppsala. Hạt này cũng có một đoạn bờ biển đến Mälaren (hồ lớn thứ 3 Thụy Điển).

## Các đô thị
- Arboga
- Fagersta
- Hallstahammar
- Kungsör
- Köping
- Norberg
- Sala
- Skinnskatteberg
- Surahammar
- Västerås